# Bartrum-Plateau
Das Bartrum-Plateau ist eine vereiste, 18 km lange und 10 km breite Hochebene in der antarktischen Ross Dependency. Das Plateau liegt westlich des Mount Bonaparte in der Queen Elizabeth Range.
Die Nordgruppe der  New Zealand Geological Survey Antarctic Expedition (1961–1962) benannte es nach dem neuseeländischen Geologen John Arthur Bartrum (1885–1949) von der University of Auckland.